# Terremoto de Colima de 1616
El Terremoto de Colima de 1616 ocurrió entre el 15 y 16 de abril, aunque otras fuentes lo sitúan el 10 de junio. No obstante, en lo que todos están de acuerdo, es que la magnitud del mismo fue de 5.5 en la escala Richter según Jorge Piza Espinosa. En el caso del tercero de estos temblores, fue precedido por un eclipse solar.